# Глуховский, Игорь Геннадьевич
Игорь Геннадьевич Глуховский (род. 9 октября 1960) — российский политик, член Совета Федерации (2000—2010).

## Биография
В 1983 году закончил Московский ордена Ленина институт инженеров геодезии, аэрофотосъемки и картографии по специальности инженер-геодезист. Окончил Московский институт стали и сплавов (проектирование, экономика и менеджмент европейской металлургии).
Работал геодезистом, в московском институте Генплана, затем был завлабораторией в Московском институте стали и сплавов. С 1993 занимается бизнесом в металлургии. Перед началом работы в Совете Федерации был гендиректором ЗАО «Энергомашкомплекс».

### Политическая карьера
С 29 ноября 2000 года — представитель в Совете Федерации Федерального собрания Российской Федерации от правительства Еврейской автономной области.
Член Комитета Совета Федерации по делам Содружества Независимых Государств (декабрь 2000 — июнь 2003). Член Комиссии Совета Федерации по регламенту и организации парламентской деятельности (январь—февраль 2002).